# 주중국 러시아 대사관
주중국 러시아 대사관(俄羅斯駐華大使館, 러시아어: Посольство Российской Федерации в Китайской Народной Республике, 영어: Embassy of Russia, Beijing)은 러시아 외무부가 중화인민공화국 베이징시에 설치한 대사관이다. 현임 대사는 이고르 모굴로프이며, 이 대사관의 이전 명칭은 주중국 소련 대사관이었다. 1861년, 러시아 제국이 청나라에 처음 설치한 외교 사절단을 베이징에 설립한 것이 시초이다. 해당 대사관 관저는 현재 베이징시 둥청구 베이신차오 가도 둥지먼에 위치해 있다. 또한 대지면적은 약 16ha로 세계에서 가장 큰 외국공관 중의 하나이다. 그리고 중국에 주재하고 있는 외국 공관 중에서 유일하게 베이징 구역 내에 소재하지 않는 대사관 중의 하나이며, 또 다른 하나는 중국에 주재하고 있는 룩셈부르크 대사관이다. 그리고 산하 총영사관에는 홍콩, 상하이시, 광저우시, 선양시, 하얼빈시 등 5곳에 총영사관을 두고 있다.

## 산하 총영사관
- 주홍콩 러시아 총영사관
- 주광저우 러시아 총영사관
- 주상하이 러시아 총영사관(중국어판, 영어판)
- 주선양 러시아 총영사관(중국어판)
- 주하얼빈 러시아 총영사관(중국어판)

## 같이 보기
- 중러 관계
- 주러시아 중국 대사관(중국어판, 영어판)